# Богомил Берон
Богомил Василев Берон е български лекар, един от основоположниците на дерматологията и венерологията в България.

## Биография
Богомил Берон е роден през 16 октомври 1866 г. в Болград, Бесарабия, в семейството на Васил Берон, по това време директор на българската гимназия в града. Учи в Търново. През 1885 г. завършва гимназия в Дармщат, а през 1889 г. – медицина във Вюрцбургския университет. През 1889 – 1890 г. специализира кожно-венерически болести във Виена, през 1893 и 1894 г. отново във Виена и в Париж, през 1896 г. за три месеца е в Бреслау и Берлин.
В периода 2 февруари 1891 – 22 февруари 1892 г. е младши полкови лекар в 18 пехотен етърски полк. От 1 март до 10 септември 1892 г. е младши ординатор в Пловдив, а след това, до 29 януари 1897 г., е ординатор в кожно-венерическото отделение в Александровска болница в София. В периода 7 януари 1899 – 6 март 1920 г. е лекар в това отделение. От 1907 г. е действителен член на Българското книжовно дружество, днес Българска академия на науките. От 1908 до 1919 г. е председател на Българския лекарски съюз. През 1921 г. специализира в Берлин.
От 7 февруари 1920 г. Богомил Берон е доцент, от 10 март 1923 г. е извънреден професор а от 16 март 1927 г. – редовен професор, титуляр на катедрата по кожно-венерически болести в Софийския университет „Свети Климент Охридски“. Преподава курсовете специална дерматология и венерология, кожни болести, кожно-венерически болести. През 1922 г. оглавява новосъздадените катедра и клиника по кожни и венерически болести в университета, като заема тези длъжности до смъртта си. Сред основните направления на изследванията му са туберкулозата на кожата и проказата. В периода 1926 – 1927 г. е декан на Медицинския факултет. Директор е на университетската клиника по кожно-венерически болести.
Дописен член е на Дружеството на чешките природоизпитатели и лекари от 1911 г. Член е на Германското и Берлинското дружество по дерматология, член на Лигата на говорещите франски език дерматолози, почетен член на Югославското, Полското и Унгарското дерматалогически дружества, дописен член на Датското дерматалогическо дружество, сътрудник е на списанията Dermatologische Wochenschrifs и Przeglad Dermatologiczny. Той е почетен член и почетен председател на Българското дерматалогическо дружество. Дарява на дружеството 100 000 лева и основава фонд „Проф. д-р Богомил Берон“. Носител е на многобройни ордени – „Орден на Почетния легион“ (Франция), „Св. Сава“ II степен, „За гражданска заслуга“ II степен със звезда.
Богомил Берон умира на 4 септември 1936 г. в София. В същата година той дарява средства за изграждане на сградата на първия в България венерологичен диспансер.